# Christoph Friedl
Christoph Friedl (* 14. Juli 1992) ist ein österreichischer Fußballspieler.

## Karriere
Friedl begann seine Karriere beim USV Söchau. 2006 kam er in die Akademie des Grazer AK. 2008 wechselt er zur Zweitmannschaft des TSV Hartberg. Im Juli 2010 debütierte er für die Profis von Hartberg in der zweiten Liga, als er am dritten Spieltag der Saison 2010/11 gegen den FC Admira Wacker Mödling in der 76. Minute für Michael Kölbl eingewechselt wurde. Seinen einzigen Treffer für Hartberg konnte er im April 2012 beim 1:1-Remis gegen den First Vienna FC erzielen.
Zur Saison 2012/13 wechselte er zum viertklassigen SV Lafnitz. Mit Lafnitz konnte er zu Saisonende in die Regionalliga aufsteigen. In der Aufstiegssaison kam er auf 14 Spiele für den Verein, in denen er fünf Treffer erzielen konnte.
Nach fünf Saisonen in der Regionalliga stieg er mit dem Verein 2018 auch in die 2. Liga auf. In den fünf Regionalligasaisonen kam er auf über 140 Spiele, in denen er 33 Mal treffen konnte.
Nach zwei Zweitligasaisonen wechselte er zur Saison 2020/21 zum viertklassigen SC Fürstenfeld.